# Colibrí ermità rogenc
El colibrí ermità rogenc (Phaethornis ruber) és una espècie d'ocell de la família dels troquílids (Trochilidae) que habita el sotabosc i clars dels boscos de les terres baixes a llevant dels Andes des de l'est de Colòmbia, sud de Veneçuela i Guaiana, cap al sud, a través de l'est de l'Equador i est del Perú fins al nord de Bolívia i gran part del Brasil.